# Reutov
Reutov (rusky Реутов) je město v Moskevské oblasti v Ruské federaci. Ve městě žije přibližně 112 tisíc obyvatel. Jedná se o naukograd, město se soustředěním podniků vědeckotechnického (v tomto případě vojenského) rozvoje.

## Poloha
Reutov leží dvanáct kilometrů východně od centra Moskvy těsně za Moskevským dálničním okruhem. Směrem od Moskvy pryč na něj na severovýchodě navazuje Balašicha a na jihovýchodě Železnodorožnyj.

## Dějiny
První písemná zmínka o Reutovu je z roku 1573, kdy je zmíněn jako Reutovo.
Městem se Reutov stává v roce 1940, kdy je zároveň starší jméno Reutovo změněno na Reutov.
Při sčítání lidu v roce 2010 mělo město 87 314 obyvatel.